# علي صالح محمد صالح قعشة
علي صالح محمد صالح قعشة برلماني يمني، عضو في مجلس النواب، عن الدورة البرلمانية 2003-2009 والكتلة البرلمانية لنواب حزب المؤتمر الشعبي العام عن الدائرة الانتخابية رقم (111) بمحافظة إب.
الشيخ علي صالح محمد قعشه هو أحد مشائخ الكبار في محافظه آب